# An Essay on Matisse
An Essay on Matisse ist ein US-amerikanischer Dokumentar-Kurzfilm von Perry Wolff über das Leben und Werk von Henri Matisse aus dem Jahr 1996. Der Film war für die Oscarverleihung 1997 für den Oscar für den besten Dokumentar-Kurzfilm nominiert worden.

## Produktion
Anlass für die Dokumentation war eine Retrospektive zu Henri Matisse im Museum of Modern Art. Aus dieser Ausstellung stammt dann auch ein Teil der gezeigten Aufnahmen von An Essay on Matisse. Wolff hatte hierfür eine Subvention von der Corporation for Public Broadcasting erhalten, die ihm absolute künstlerische Freiheit einräumte.

## Rezeption
Für die The New York Times  schrieb Roberta Smith 1996 über diese Matisse-Dokumentation, dass Matisse gesagt haben mag, dass seine Kunst so angenehm wie ein bequemer Sessel sein solle. Das heiße aber nicht, dass ein Film über diesen großen französischen Maler zum Einschlafen sein müsse. Ihrer Meinung nach käme Perry Wolffs uninspirierte  Dokumentation dem aber sehr nahe und würde nur durch die große gezeigte Kunst gerettet, selbst wenn diese nicht so gut dargestellt wäre, wie es möglich sei. Der langatmige Film, so Smith, vereinfache sowohl das Leben wie die Kunst dieses als zurückhaltend und komplex bekannten Mannes. Laut der Kritikerin vernachlässige die Dokumentation seine Entwicklungen, ignoriere den größeren Zusammenhang von Matisses Werk und würde dauernd nur den kleinsten gemeinsamen Nenner darstellen.

## Auszeichnungen
- Oscars 1997: Nominierung zum besten Dokumentar-Kurzfilm. Der Oscar ging an Jessica Yu für Breathing Lessons: The Life and Work of Mark O’Brien.[3]